# 圣奥雷斯泰
圣奥雷斯泰（義大利語：Sant'Oreste），是意大利拉齐奥大区罗马首都广域市的一个市镇。总面积43.96平方公里，人口3874人，人口密度88.1人/平方公里（2009年）。ISTAT代码为058099。